# Bisbat de Ciudad Guzmán
El bisbat de Ciudad Guzmán (castellà: Diócesis de Ciudad Guzmán , llatí: Dioecesis Guzmanopolitana) és una seu de l'Església Catòlica a Mèxic, sufragània de l'arquebisbat de Guadalajara, i que pertany a la regió eclesiàstica Occidente. Al 2013 tenia 459.000 batejats sobre una població de 473.000 habitants. Actualment està regida pel bisbe Braulio Rafael León Villegas.

## Territori
La diòcesi comprèn tot l'estat mexicà de Jalisco.
La seu episcopal és la ciutat de Ciudad Guzmán, on es troba la catedral de Sant Josep.
El territori s'estén sobre 8.321 km², i està dividit en 59 parròquies.

## Història
La diòcesi va ser erigida el 25 de març de 1972 mitjançant la butlla Qui omnium del Papa Pau VI, prenent el territori dels bisbats de bisbat de Colima i de l'arquebisbat de Guadalajara.

## Cronologia episcopal
- Leonardo Viera Contreras † (25 de març de 1972 - 7 de juliol de 1977 renuncià)
- Sefafín Vásquez Elizalde † (2 de desembre de 1977 - 11 de desembre de 1999 jubilat)
- Braulio Rafael León Villegas, des de l'11 de desembre de 1999

## Estadístiques
A finals del 2013, la diòcesi tenia 459.000 batejats sobre una població de 473.000 persones, equivalent al 97,0% del total.
| any  | població | població | població | sacerdots | sacerdots       | sacerdots       | sacerdots             | diaques | religiosos | religiosos | parròquies |
| ---- | -------- | -------- | -------- | --------- | --------------- | --------------- | --------------------- | ------- | ---------- | ---------- | ---------- |
| any  | batejats | total    | %        | total     | clergat secular | clergat regular | batejats por sacerdot | diaques | homes      | dones      |            |
| 1976 | 396.000  | 400.000  | 99,0     | 99        | 93              | 6               | 4.000                 |         | 11         | 85         | 43         |
| 1980 | 443.000  | 466.000  | 95,1     | 101       | 93              | 8               | 4.386                 |         | 12         | 161        | 45         |
| 1990 | 609.000  | 624.000  | 97,6     | 107       | 99              | 8               | 5.691                 |         | 27         | 143        | 49         |
| 1999 | 480.000  | 498.200  | 96,3     | 115       | 105             | 10              | 4.173                 |         | 40         | 187        | 54         |
| 2000 | 474.000  | 495.000  | 95,8     | 113       | 104             | 9               | 4.194                 |         | 13         | 185        | 54         |
| 2001 | 470.000  | 486.560  | 96,6     | 120       | 108             | 12              | 3.916                 |         | 17         | 181        | 54         |
| 2002 | 471.500  | 489.230  | 96,4     | 121       | 107             | 14              | 3.896                 |         | 18         | 179        | 54         |
| 2003 | 410.300  | 435.700  | 94,2     | 116       | 105             | 11              | 3.537                 |         | 18         | 132        | 51         |
| 2004 | 413.200  | 438.500  | 94,2     | 115       | 104             | 11              | 3.593                 |         | 19         | 130        | 51         |
| 2006 | 416.170  | 442.400  | 94,1     | 113       | 100             | 13              | 3.682                 |         | 20         | 134        | 52         |
| 2013 | 459.000  | 473.000  | 97,0     | 110       | 91              | 19              | 4.172                 |         | 52         | 110        | 59         |